# Dom jednorodzinny przy ul. Zielonego Dębu 19 we Wrocławiu
Dom jednorodzinny przy ul. Zielonego Dębu 19 – modernistyczny budynek mieszkalny we Wrocławiu na osiedlu Dąbie, wybudowany jako dom eksperymentalnego osiedla wystawy WUWA według projektu Moritza Haddy.
Był największym spośród domów jednorodzinnych wystawy „Mieszkanie i Miejsce Pracy”. Jego powierzchnia użytkowa wynosiła ponad 201 m². Przeznaczony był dla dobrze sytuowanego pracownika umysłowego pracującego w domu i mieszkającego wraz z rodziną. Wykonany był z cegły o grubości 44 cm. Prawie wszystkie pomieszczenia rozlokowano na parterze, na górnej kondygnacji zaś znajdował się pokój gościnny i wyjście na taras. Najważniejszym pomieszczeniem na dole był gabinet pracy pana domu z wysuniętą w kierunku ogrodu półokrągłą dobudówką. Jej duże okna od strony południowej zapewniały dobre nasłonecznienie i komfortowe warunki pracy. Dom zachował się do dziś w dobrym i zbliżonym do pierwotnego stanie. Jeszcze przed rokiem 1945 dobudowano garaż. Zaś na początku XXI w. pokryty został warstwą ocieplającą i tynkiem w kolorze oliwkowym, niepasującym do pierwotnych założeń.